# Baselstrasse (Tel Aviv)

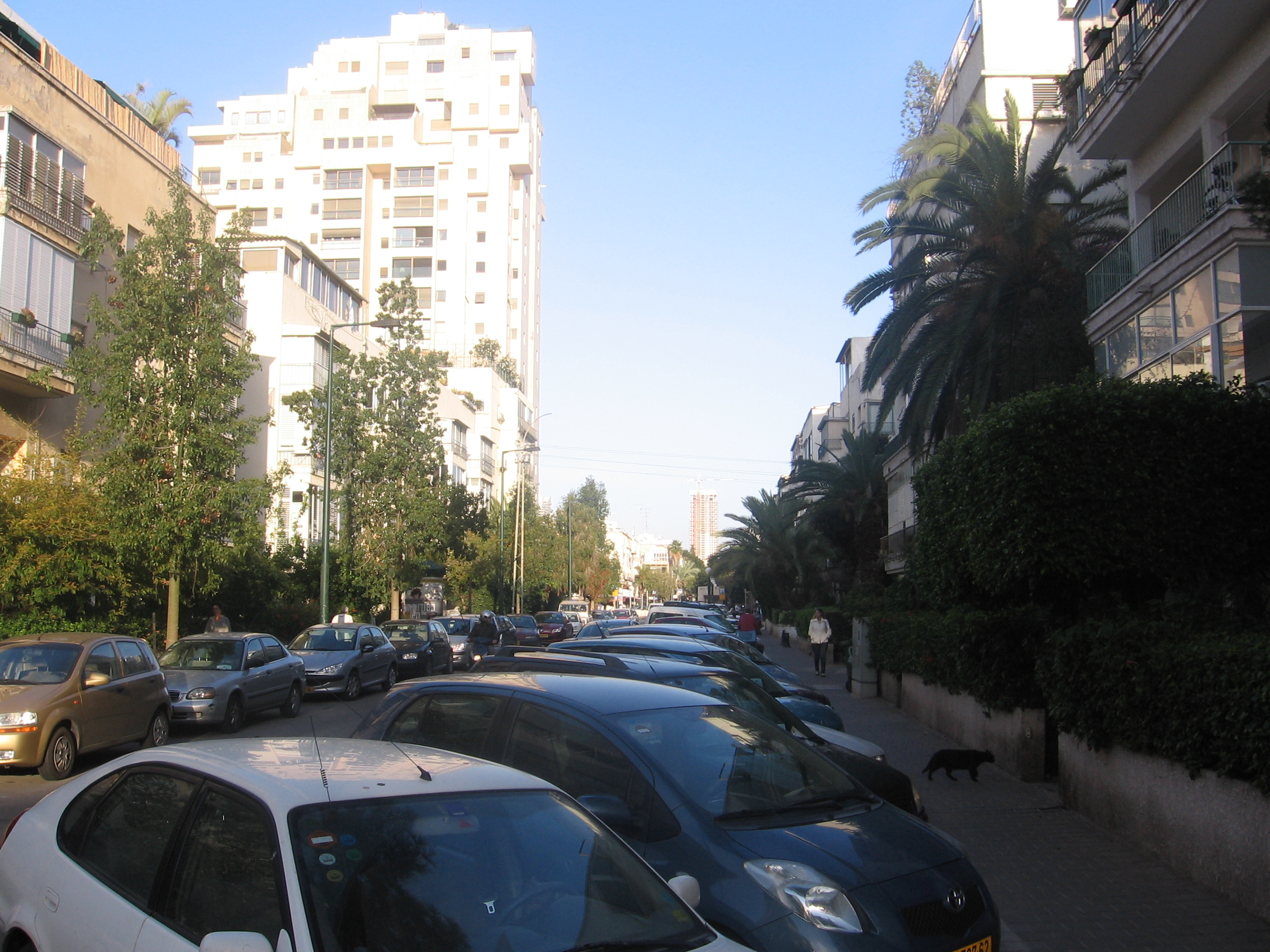
Baselstrasse im Jahr 2009

Die Baselstrasse (hebräisch רְחוֹב בָּזֶל Rɘchōv Basel) ist eine Strasse in Tel Aviv, die nach der Schweizer Stadt Basel benannt wurde, wo im Jahr 1897 der erste Zionistische Weltkongress unter der Ägide Theodor Herzls stattfand.
Die Strasse verläuft von der Dizengoffstrasse zur Ibn Gabirol-Strasse und ist 650 Meter lang. Die Strasse ist für ihre eleganten Boutiquen und Kaffeehäuser bekannt. Sie ist für die gesamte Nachbarschaft, den sogenannten «Basel Compound» (hebräisch מִתְחַם בָּזֶל Mitcham Basel), Namensgeberin.

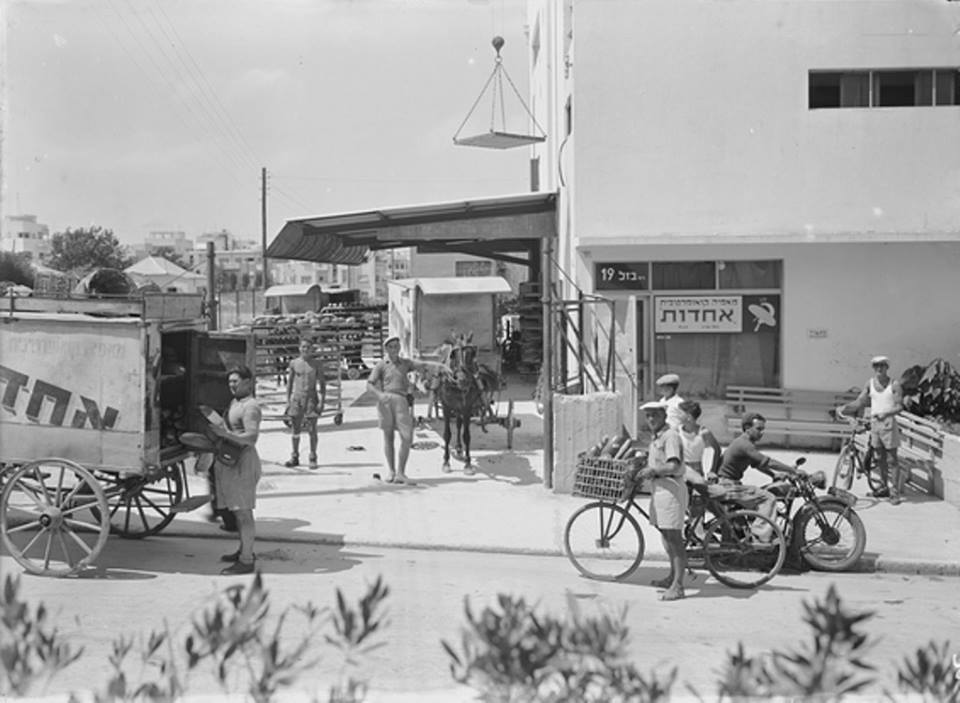
Baselstrasse im Jahr 1939

## Geschichte
Die Strasse ist Teil der historischen Entwicklung des Gebiets von Tel Aviv, das heute als «Alter Norden» (hebräisch הַצָּפוֹן הַיָּשָׁן Ha-Zafōn ha-Jaschan) bekannt ist. Das Quartier wurde in den 1930er und 1940er Jahren errichtet und wurde mit seinen breiten Strassen, zahlreichen Grünflächen und grosszügigen Häusern im «Internationalen Stil» sofort zu einem der beliebtesten Stadtteile für die wohlhabende Bevölkerung der Stadt. Die Strasse wurde zu Ehren der Stadt Basel in der Schweiz benannt und nach Theodor Herzls berühmtem Zitat von 1897: «In Basel habe ich den Judenstaat gegründet».
Bis heute gilt die Strasse als eine der besten Immobilienlagen in ganz Tel Aviv und in Israel im Allgemeinen. Sie wird als die berühmteste unter allen «Baselstrassen», die es in zahlreichen israelischen Städten gibt, angesehen.